# Yūji Takahashi (musicista)
Yūji Takahashi (高橋 悠治?, Takahashi Yūji; Tokyo, 21 settembre 1938) è un compositore, pianista, critico musicale, scrittore e direttore d'orchestra giapponese.

## Biografia
Yūji Takahashi studiò sotto Roh Ogura e Minao Shibata presso la Toho Gakuen School of Music. Nel 1960 debuttò come pianista suonando Quantitäten di Bo Nilsson. Due anni più tardi ricevette una borsa di studio dalla Ford Foundation per studiare a Berlino Ovest da Iannis Xenakis e soggiornò in Europa fino al 1966. Successivamente si recò a New York grazie ad una seconda borsa di studio, questa volta della Rockefeller Foundation, e stette negli Stati Uniti fino al 1972.
Fondò il gruppo musicale Suigyu Gakudan nel 1978, suonando canzoni di protesta internazionali in vari paesi, a partire dalla Thailandia. Il suo repertorio verteva soprattutto su brani asiatici; fu attivo anche nel campo dell'editoria con la pubblicazione del mensile Suigyu Tsushin.

## Opere (parziale)
- Time
- Chromamorphe I
- Chromamorphe II
- 6 stoicheia
- Rosace I
- Rosace II
- Operation Euler
- Metathesis I
- Manangali: didactic piece for women's chorus
- Three poems of Mao Tse-Tung
- Chained Hands in Prayer
- For you I Sing This Song
- Ji(t)
- Sieben Rosen hat ein Strauch
- Kwanju, May 1980
- The Pain of the Wandering Wind
- Like a Water-Buffalo
- Turn the Corner of the Morning
- Thread Cogwheels
- Insomnia
- Bed Story
- Sea of Mud
- Gymnopedie No. 1
- Like Swans Leaving the Lake
- Mimi no ho
- Viola of Dmitri Shostakovich

## Discografia (parziale)
Yūji Takahashi ha oltre cento pubblicazioni a suo nome.

### Come pianista
I lavori completi di Arnold Schönberg, Anton Webern e Alban Berg, musica di Messiaen (pezzi solisti, anche Visions de l'Amen con Peter Serkin), Iannis Xenakis, John Cage, Rzewski, Na, Cornelius Cardew, Takemitsu, Slamet Abdul Sjukur, Earle Brown e Roger Reynolds.
L'arte della fuga (BWV 1080), la Toccata in mi minore e tutte le Invenzioni e Sinfonie di Johann Sebastian Bach; due volumi dei brani per piano di Satie; una Sonata di Wilhelm Friedemann Bach e Marche et Reminiscences pour mon dernier voyage di Gioachino Rossini.

### Come direttore
Musiche di Iannis Xenakis, José Maceda, Sofia Gubaidulina, John Zorn e Edgard Varèse.

### Suigyu Gakudan
- Kyugyo (1984)
- Suigyu Gakudan (2001)

## Riconoscimenti
- 2006 - Foundation for Contemporary Arts Grants to Artists Award.